# Interview
Interview és un curtmetratge alemany del 2010. Va ser dirigit per Sebastian Marka. El thriller de 20 minuts protagonitzat pels actors alemanys Stephan Grossmann i Florian Panzner es va projectar a nombrosos festivals de cinema alemanys i internacionals i va rebre molts premis.

## Argument
El suposat assassí en sèrie Tillmann concedeix una entrevista a l'ambiciós reporter Lennart. Es troben per a un entrevista exclusiva i secreta en un hotel. Allà, l'assassí revela detalls explosius dels seus assassinats i fins i tot ha portat alguns trofeus. L'ansiós periodista Lennart, que fa temps que segueix amb gran interès els assassinats i els seus antecedents, ja es veu a la portada del seu diari amb la seva sensacional història sobre Tillmann. Tanmateix, l'entrevista de sobte trontolla, quan tot apunta al fet, que la dona de Lennart, Antje, podria haver estat l'última víctima d'assassinat de Tillmann.

## Repartiment
- Stephan Grossmann: Tillmann
- Florian Panzner: Lennart Lamar
- Antje Widdra: Antje Lamar

## Producció
Interview va ser rodada en pel·lícula de 35 mm.

## Estrenes
A més de nombroses estrenes de festivals alemanys i internacionals, Interview es va emetre per primera vegada al canal de televisió públic francoalemany Arte el 18 de juny de 2011.

## Premis i nominacions
Buenos Aires Rojo Sangre (Argentina) 2010
- Premi Mejor Director Cortometraje en la categoria Sección De Cortometrajes per Sebastian Marka

Indie Fest (USA) 2010
- Award of Merit en la categoria curtmetratge per Sebastian Marka

Oaxaca FilmFest (Mèxic) 2010
- Premi Millor curtmetratge per Sebastian Marka

Celluloid Screams: Sheffield Horror Film Festival (England) 2011
- Prize Millor curtmetratge per Sebastian Marka

FEC Festival (European curtmetratge Festival) (Espanya) 2011
- Premi del públic en la categoria European Competition per Sebastian Marka

Filmfestival Max Ophüls Preis (Alemanya) 2011
- Nominació al premi curtmetratge per Sebastian Marka

Festival Internacional de Cinema d'Oldenburg (Alemanya) 2011
- Nominació al German Independence Award – Millor curtmetratge per Sebastian Marka

Festival Internacional de Cinema de Seattle (USA) 2011
- Nominació al Golden Space Needle Award en la categoria Millor curtmetratge per Sebastian Marka

Festival de Curtmetratges de Miami (USA) 2012
- Premi Millor Narrative per Sebastian Marka

Newport Beach Film Festival (USA) 2012
- Prize Millor curt nattariu per Sebastian Marka

Pentedattilo Film Festival (Italy) 2012
- Premi Millor curt en la categoria Thriller per Sebastian Marka